# Peralada
Peralada est une commune d'Espagne dans la communauté autonome de Catalogne, province de Gérone, de la comarque d'Alt Empordà

## Lieux et monuments
Château de Peralada